# Urziceni (Satu Mare)
Pour les articles homonymes, voir Urziceni.
Urziceni (Csanálos en hongrois, Schinal ou Schönthal en allemand) est une commune roumaine du județ de Satu Mare, dans la région historique de Transylvanie et dans la région de développement Nord-Ouest.

## Géographie
La commune de Urziceni est située dans le sud-ouest du județ, à la frontière avec la Hongrie, sur la rive gauche de la Crasna, dans la plaine de Carei, à 9 km au nord-ouest de Carei et à 45 km au sud-ouest de Satu Mare, le chef-lieu du județ.
Le climat est de type continental modéré avec des températures estivales moyennes variant entre 15 °C et 20 °C et des températures hivernales moyennes variant de −3 °C à 2 °C.
La municipalité est composée des deux villages suivants (population en 2002) :
- Urziceni (1 296), siège de la commune ;
- Urziceni-Pădure (213).

## Histoire
La première mention écrite du village d'Urziceni date de 1221. Le village d'Urziceni-Pădure date lui de 1959.
La commune, qui appartenait au royaume de Hongrie, faisait partie de la principauté de Transylvanie et elle en a donc suivi l'histoire. En 1712, le comte Alexnader Károlyi, qui possédait le village encourage l'installation de colons germanophones d'origine souabe.
Après le compromis de 1867 entre Autrichiens et Hongrois de l'empire d'Autriche, la principauté de Transylvanie disparaît et, en 1876, le royaume de Hongrie est partagé en comitats. Urziceni intègre le comitat de Szatmár (Szatmár vármegye).
À la fin de la Première Guerre mondiale, l'Empire austro-hongrois disparaît et la commune rejoint la Grande Roumanie au traité de Trianon et le județ de Sălaj dont le chef-lieu était la ville de Zalău.
En 1940, à la suite du deuxième arbitrage de Vienne, elle est annexée par la Hongrie jusqu'en 1944. En 1945, 247 habitants d'origine allemande sont déportés en URSS. Elle réintègre la Roumanie après la Seconde Guerre mondiale au traité de Paris en 1947.
De 1950 à 1968, la commune appartient à la région de Baia Mare. Ce n'est qu'en 1968, lors de la réorganisation administrative du pays qu'elle est rattachée au județ de Satu Mare auquel elle appartient de nos jours.

## Politique
| Période                                  | Période  | Identité     | Étiquette | Qualité |
| ---------------------------------------- | -------- | ------------ | --------- | ------- |
| Les données manquantes sont à compléter. |          |              |           |         |
| 2008                                     | En cours | Iosif Mellau | FDGR      |         |

| Parti | Parti                                               | Conseillers |
| ----- | --------------------------------------------------- | ----------- |
|       | Union démocrate magyare de Roumanie(UDMR)           | 6           |
|       | Forum démocratique des Allemands de Roumanie (FDGR) | 2           |
|       | Alliance des libéraux et démocrates (ALDE)          | 1           |

## Démographie
En 1910, à l'époque austro-hongroise, la commune comptait 1 727 Hongrois (98,80 %), 19 Allemands (1,09 %) et 2 Roumains (0,11 %).
En 1930, on dénombrait 1 317 Allemands (69,76 %), 314 Roumains (16,63 %), 206 Hongrois (10,91 %), 25 Ukrainiens (1,32 %) et 12 Roms (0,64 %).
En 1956, après la Seconde Guerre mondiale, 1 815 Hongrois (87,43 %) côtoyaient 219 Roumains (10,55 %), 116 Allemands (5,59 %) et 12 Roms (0,58 %).
En 2002, la commune comptait 1 027 Hongrois (68,05 %), 339 Allemands (22,46 %) et 141 Roumains (9,34 %). On comptait à cette date 685 ménages.
Lors du recensement de 2011, 55,63 % de la population se déclarent hongrois, 23,91 % comme allemands, 10,64 % comme roumains, 8,15 % comme roms (1,65 % ne déclarent pas d'appartenance ethnique).
En 2002, la composition religieuse de la commune était la suivante :
- Catholiques romains, 86,81 % ;
- Grecs-catholiques, 5,63 % ;
- Chrétiens orthodoxes, 4,24 % ;
- Réformés, 2,98 %.

## Économie
L'économie de la commune repose sur l'agriculture (blé, maïs, orge, tournesol, melons, fourrages) et l'élevage. La commune dispose de 2 039 ha de terres arables, de 335 ha de pâturages, de 164 ha, de 164 ha de prairies, de 221 ha de forêts, de 13 ha de vergers et de 108 ha de vignes.
La commune possède aussi de petites exploitations du mica. Le passage frontalier avec la Hongrie génère aussi quelques activités.

## Communications

### Routes
- Urziceni est située sur la route nationale DN1F Zalău-Carei qui pénètre en Hongrie à la sortie du village.

### Voies ferrées
La gare la plus proche est celle de Carei.

## Lieux et monuments
- Urziceni, église catholique romaine de la Découverte de la Croix (Descoperirea Sfinței Cruci), construite en 1751, rénovée en 1877, classée monument historique[11],[12].
- Urziceni, chapelle catholique romaine Jean Népomucène datant de 1772[13].
- Urziceni-Pădure, réserve naturelle d'une superficie de 38 ha[13].
- Urziceni-Pădure, église catholique romaine datant de 1870[11].